# Hvidhalet trogon
Den hvidhalede trogon (Trogon viridis) er en trogon. Fuglen lever fra det sydlige Panama til det sydlige Brasilien og på Trinidad. Den lever i fugtige tropiske skove. Den hvidhalede trogon lever af insekter og små frugter.
Den når en længde på 29 cm og vejer 82 g.